# Monika Köppl-Turyna

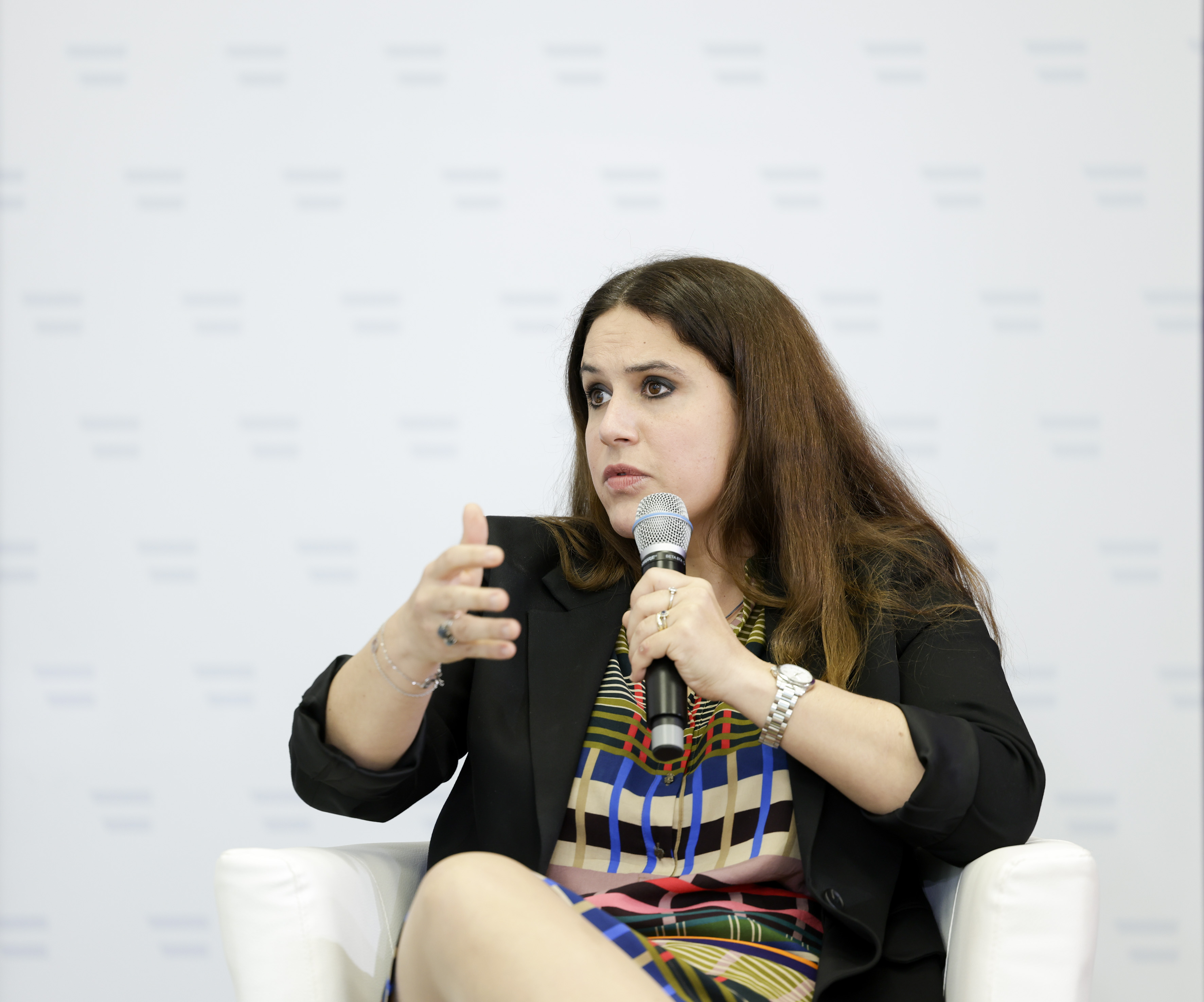
Monika Köppl-Turyna (2021)

Monika Irena Köppl-Turyna (* 23. Februar 1985 in Warschau als Monika Irena Turyna) ist eine polnisch-österreichische Wirtschaftswissenschafterin. Seit 2015 ist sie Universitätsdozentin und seit 2020 Direktorin des Wirtschaftsforschungsinstituts EcoAustria.

## Leben

### Ausbildung und Familie
Monika Köppl-Turyna wurde in Warschau geboren. Sie studierte Wirtschaftswissenschaften an der Universität Warschau. 2006 schloss sie ihren Bachelor (B.A.) in Wirtschaft mit summa cum laude ab. 2008 beendete sie sowohl an der Universität Warschau das Masterstudium (M.A.) in internationale Wirtschaft mit summa cum laude wie auch an der Universität Wien mit Auszeichnung das Magisterstudium Volkswirtschaftslehre zur Magistra der Sozial- und Wirtschaftswissenschaften (Mag. rer. soc. oec) mit einer Untersuchung zur Public Choice-Theorie ab. 2011 promovierte sie an der Universität Wien in Wirtschaftswissenschaften zum Doctor of Philosophy (PhD). In ihrer Dissertation beleuchtete sie unterschiedliche Aspekte der politischen Ökonomie wie z. B. den Einfluss direkter Demokratie auf fiskalpolitische Entscheidungen.
An den Universitäten Wien, Warschau und Lissabon beschäftigte sich Köppl-Turyna hauptsächlich mit den Themen Spieltheorie, Vertragstheorie, industrielle Organisation, mathematische Methoden oder Public Choice-Theorie. Im April und Mai 2014 sowie im Jahr 2015 war sie Gastdozentin am Institut für Management der Universität Warschau. Im Jahr 2020 habilitierte sie an der Universität Linz und erhielt die Lehrberechtigung (venia legendi). In der Wiener Zeitung verfasste Köppl-Turyna mehrere Jahre lang die Kolumne „So eine Wirtschaft“.
Köppl-Turyna ist verheiratet und hat zwei Kinder. Sie lebt in Wien.

### Beruflicher Werdegang
Monika Köppl-Turyna begann ihre berufliche Laufbahn nach ihrem Masterstudium von September 2008 bis Dezember 2010 als wissenschaftliche Assistentin am Institut für Wirtschaft der Universität Wien. Ab August 2011 war sie als Assistenzprofessorin im Wirtschaftsdepartement des ISCTE-IUL Lisbon University Institute in Lissabon tätig. 2015 kehrte sie nach Österreich zurück und wirkte bis 2020 als Senior Economist für die Denkfabrik Agenda Austria. Zusätzlich lehrte sie von 2015 bis 2020 als Universitätsdozentin an der Wirtschaftsuniversität Wien. Seit 2016 ist sie Fellow der Global Labor Organization. Im Herbst 2020 wurde sie zur Direktorin des Instituts für Wirtschaftsforschung EcoAustria bestellt.

### Außerberufliche Engagements
Köppl-Turyna spricht an zahlreichen Konferenzen. Sie ist Mitglied mehrerer internationaler Arbeitsgruppen und Gesellschaften, wie unter anderen:
- 2021: Mitglied des Advisory Board des Salzburg Summit 2021
- 2017–2021: Mitglied im Board der European Public Choice Society
- 2014–2015: Mitglied im Board der European Association of Young Economists
- Seit Juli 2021: Mitglied im Beratergremium Rat für neue Arbeitswelten beim Bundesministerium für Arbeit und Wirtschaft[8]
- Mitglied des wissenschaftlichen Beirats des Rudolf Sallinger Fonds.[9]

## Auszeichnungen
- 2011: Wicksell Preis für den besten wissenschaftlichen Beitrag einer Nachwuchswirtschaftswissenschaftlerin mit dem Titel Campaign Finance Regulations and Policy Convergence: The Role of Interest Groups and Valence. (Publiziert als: European Journal of Political Economy, Nr. 33, S. 1–19.)[10]
- 2015: Young Economist Award der Nationalökonomischen Gesellschaft (NOeG)[11]
- 2017: Best Poster Award – Annual Meeting of the European Association of Labour Economists
- 2019: 14. Rang in der Einfluss-Rangliste der Frauen in der Ökonomie[12]

- Ökonomenranking
  - 2018: Rang 18[13][14]
  - 2019: Rang 11[13]
  - 2020: Rang 12[15]
  - 2021: Rang 5[16]
- 2023: Grete-Rehor-Preis in der Kategorie Wirtschaft[17]

## Veröffentlichungen (Auswahl)
- Campaign finance regulations and policy convergence: The role of interest groups and valence. In: European Journal of Political Economy, März 2014.[18]
- mit Michael Christl und Dénes Kucsera: Public sector efficiency in Europe: Long-run trends, recent developments and determinants. In: Agenda Austria Working Paper, 2018.[19]
- mit Hans Pitlik: Do equalization payments affect subnational borrowing? Evidence from regression discontinuity. In: European Journal of Political Economy, Juli 2018.[20]
- mit Michael Christl und Phillipp Gnan: Wage differences between immigrants and natives in Austria: The role of literacy skills. In: Journal of Ethnic and Migration Studies, September 2018.[21]
- mit Michael Christl und Dénes Kucsera: Revisiting the employment effects of minimum wages in Europe. In: German Economic Review, Dezember 2018.[22]
- mit Jarosław Kantorowicz: Disentangling the fiscal effects of local constitutions. In: Journal of Economic Behavior & Organization, 2019.[23]
- Gender gap in voting: Evidence from actual ballots. In: Party Politics, Juli 2020.[24]

## Politische Standpunkte
Köppl-Turyna sprach sich 2023 gegen eine Arbeitszeitverkürzung bei vollem Lohnausgleich aus, dies sei nur in einzelnen Branchen sinnvoll. 2024 schlug sie Einsparungen im Bildungs- und Gesundheitssystem sowie in der Verwaltung vor, dies sei ohne Leistungsverlust möglich. Zudem forderte sie eine Pensionsreform, eine Erhöhung des Pensionsantrittsalters sei in diesem Bereich nur eine kurzfristige Lösung. Zusätzliche Steuern werden von ihr kritisch gesehen, die Lohnnebenkosten sollen laut Köppl-Turyna reduziert werden.